# Aplysiopsis enteromorphae
Aplysiopsis enteromorphae är en snäckart som först beskrevs av Cockerell och John Nevill Eliot 1905.  Aplysiopsis enteromorphae ingår i släktet Aplysiopsis och familjen Stiligeridae. Inga underarter finns listade i Catalogue of Life.